# Huyttens
Huyttens, ook Huyttens de Terbecq, is een Belgische adellijke familie.

## Geschiedenis
Edouard Huyttens (1786-1842), lid van de toezichtscommissie voor oorlogsmaterieel en munitie van de provincie Oost-Vlaanderen, trouwde in 1809 met barones Marie-Jeanne van den Broucke de Terbecq, zus van François van den Broucke de Terbecq, burgemeester van Dendermonde, lid van de Provinciale Staten van Oost-Vlaanderen, lid van de Tweede Kamer en lid van het Nationaal Congres. Ze kregen vier zoons die in oktober 1839 in de Belgische erfelijke adel werden opgenomen.

## Alphonse Huyttens
Alphonse Edouard Théodore Huyttens (Dendermonde, 24 januari 1810 - Sint-Joost-ten-Node, 13 oktober 1860) werd afdelingshoofd bij het ministerie van Justitie. Hij verkreeg in 1839 erfelijke adel met de titel ridder, overdraagbaar bij eerstgeboorte. Hij bleef vrijgezel.

## Emile Huyttens de Terbecq
Emile Joseph François Huyttens de Terbecq (Dendermonde, 9 september 1811 - Sint-Joost-ten-Node, 3 september 1892), doctor in de rechten, werd secretaris en kabinetschef van de minister van Binnenlandse Zaken en griffier bij de Kamer van volksvertegenwoordigers. In 1839 werd hij opgenomen in de erfelijke adel met de titel ridder, overdraagbaar bij eerstgeboorte. In 1857 verkreeg hij de titel baron, eveneens overdraagbaar bij eerstgeboorte, en in 1871 uitgebreid tot al zijn afstammelingen. In 1870 verkreeg hij, samen met zijn broer, vergunning om de Terbecq aan de familienaam toe te voegen, naar de naam van een heerlijkheid die aan de familie van den Broucke de Terbecq had toebehoord, waarvan zijn moeder de laatste vertegenwoordigster was. Hij trouwde in 1850 in Brussel met Zoé d'Anethan (1830-1902), dochter van baron Félix d'Anethan, staalfabrikant, lid van de Gedeputeerde Staten van Luxemburg en lid van de Tweede Kamer. Ze kregen een zoon.
- Alfred Huyttens de Terbecq (1851-1913), griffier van de Kamer van volksvertegenwoordigers, trouwde in 1877 in Bazeilles met Jeanne de Matharel de Fiennes (1857-1935), dochter van Charles de Matharel de Fiennes, Frans theatercriticus en dramaturg. Ze kregen een zoon en een dochter.
  - Yvonne Huyttens de Terbecq (1878-1959), trouwde in 1904 in Bazeilles met Guy de Froidefond des Farges (1876-1933), Frans kolonel. Ze kregen een zoon en een dochter, met afstammelingen tot heden.
  - Marcel Huyttens de Terbecq (1880-1956), bleef vrijgezel, waarmee deze familietak uitdoofde.

## Victor Huyttens
Victor François Léonard Huyttens (Dendermonde, 28 mei 1814 - Monchy-Humières, 7 juli 1879) werd in 1839 opgenomen in de erfelijke adel met de titel ridder, overdraagbaar bij eerstgeboorte. In 1864 verleende paus Pius IX hem de titel pauselijk graaf onder de naam Huyttens de Terbecq. Hij trouwde in 1844 in Charleroi met Aurélie Champeaux (1817-1896). Ze kregen twee zoons en een dochter.
De zoon die hen overleefde, ridder Albert Huyttens (1846-1900), bleef vrijgezel, waarmee ook deze familietak uitdoofde. Hij was pauselijk graaf, geheim kamerheer van de paus en grootkruis in de Orde van het Heilig Graf.

## François Huyttens de Terbecq
François Eugène Edmond Huyttens de Terbecq (Brussel, 23 december 1815 - Sint-Joost-ten-Node, 28 november 1890) werd kabinetschef van de minister van Binnenlandse Zaken. In 1839 werd hij opgenomen in de erfelijke adel met de titel ridder, overdraagbaar bij eerstgeboorte. In 1870 kreeg hij, samen met zijn broer, vergunning om de Terbecq aan de familienaam toe te voegen. Hij trouwde in 1846 met Catherine Fierlants (1820-1882), dochter van Nicolas Fierlants, schepen van Brussel. Ze kregen vier zoons en een dochter, waaronder:
- Ernest Huyttens de Terbecq (1847-1916), kapitein bij de infanterie, bleef vrijgezel.
- Maurice Huyttens de Terbecq (1849-1939), luitenant-kolonel bij de artillerie, bleef vrijgezel.
- Armand Huyttens de Terbecq (1851-1931), procureur des Konings in Luik, trouwde in 1877 in Sint-Joost-ten-Node met Berthe Burnell (1852-1916), dochter van Théobald Burnell, generaal-majoor en vleugeladjudant van prins Filips. Ze kregen twee zoons, met afstammelingen tot heden.